# Ceropegia sobolifera
Ceropegia sobolifera är en oleanderväxtart som beskrevs av Nicholas Edward Brown. Ceropegia sobolifera ingår i släktet Ceropegia och familjen oleanderväxter. Utöver nominatformen finns också underarten C. s. nephroloba.